# Fucus
Fucus of zee-eik is een geslacht van bruinwieren die in de intergetijdenzone voorkomen op harde substraten. Hun thalli zijn parenchymatisch en taai. Hun laminae zijn afgeplat, subdichotoom en hebben een middennerf, en haartoefjes verspreid over het oppervlak. De voortplantingsstructuren zitten beschut in meestal eindstandige conceptacula (conceptakels) (mannelijk met antheridia) en receptacula (vrouwelijk met oögonia). De wetenschappelijke naam van het geslacht werd in 1753 gepubliceerd door Carl Linnaeus in Species plantarum deel 2, pagina 1158. De geslachtsnaam Fucus is een Latijnse afleiding van het Griekse φυκος (phykos; zeewier). De soort Fucus vesiculosus L. werd aangewezen als de typesoort (lectotype). Het geslacht behoort tot de orde van de Fucales. Volgens Guiry (in Algaebase 2012) omvat het momenteel 15 soorten.

## Beschrijving
De Fucus-soorten zijn statige, meerjarige macroalgen. Het leerachtige, grove, bruingroene thallus is afgeplat, gevorkt in één vlak en doorkruist door een centrale ribbe. Hij reikt tot 50 cm lang. Aan de basis is het stevig met de grond verbonden met een schijfvormig kleefelement. Bij oudere exemplaren vormt de hoofdnerf een stevige steel nadat de thallusranden verloren zijn gegaan. Vaak zijn er gasbellen die het zeewier drijfvermogen geven in het water.

## Levenscyclus
De Fucus zijn altijd diploïde. Tijdens de rijpingsperiode vormen zich aan de uiteinden van het thallus de meestal gezwollen vruchtlichamen, zogenaamde recipiënten, waarbij de gameten vrijkomen uit in de vorm van een pot verzonken organen (conceptakels en receptakels). Bij de meeste soorten worden mannelijke conceptakels en vrouwelijke receptakels verdeeld over verschillende exemplaren (diocyt). Sommige soorten zijn monoecious (eenhuizig) met mannelijke en vrouwelijke geslachtsorganen op dezelfde thallus. Sommige soorten zijn dioecious (tweehuizig) met mannelijke en vrouwelijke geslachtsorganen op verschillende thalli (bijvoorbeeld het spiraalvormige wrak (kleine zee-eik)).
De mannelijke gameten (zoösporen, zwermen) worden gevormd door meiose op vertakte antheridia binnen de conceptakels. De eicellen ontstaan op oögonia met korte steel. Wanneer de algen bij eb uitdrogen, worden de gameten naar de oppervlakte geduwd en weggespoeld en gemengd met het opkomend tij. De eicellen trekken de mannelijke geslachtscellen aan met behulp van de koolwaterstoffucosesnelheid. Na bevruchting en versmelting van de celkernen (karyogamie) zet de zygote zich vast, ontkiemt en vormt een nieuwe, diploïde thallus. Na de belangrijkste rijpingsperiode worden de vruchtlichamen vernieuwd.

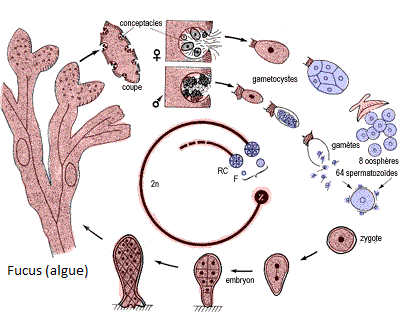
Levenscyclus

## Afbeeldingen
| Tekst bij afbeelding: — a, deel van een thallus (iets kleiner dan de natuurlijke grootte); op het oppervlak ziten de met gas gevulde drijvers en op het uiteinde, vier massa's conceptakels (voortplantingsorganen), — b, doorsnede van een van deze massa's (1.5: 1). — c, Jong-gedeelte van een vrouwelijk conceptakel, gezien onder een microscoop. Er zijn talloze haren (parafysen) en jonge oögonia, waarvan sommige een verdeling van de inhoud beginnen te vertonen voor het vormen van oösporen (2). — d, jong oögonium. — e, oögonium waarvan de inhoud is verdeeld in acht oösporen. — f, leeg oögonium. — g, inhoud van geïsoleerd oögonium. — h, uitgang van de acht oösporen, nog omgeven door een membraan, — i, breuk van dit membraan en isolatie van de oösporen, die voortaan vrij zweven en passief in zeewater (ze zijn erg donkergroen). — j, oöspore begint te ontkiemen — k, vertoont al een rhizoïde filament, dat zich vastklampt aan een steun. (300:1). — l, nog verdere ontkieming (200: 1). |

| Tekst bij afbeelding: a — een langsdoorsnede van een mannelijke conceptakel, á. binnenin zijn er talloze parafysen die de antheridia bedekken. — b, een van deze parafyse geïsoleerd en gezien bij een sterkere vergroting; de antheridia (an) verschijnen als kleine losse zakjes, korrelig en met oranje inhoud (1). — c, jonge antheridia, waarin de vermenigvuldiging van kernen te zien is (sterke vergroting (2). — d, meer gevorderde toestand van een antheridium (n, kern; p, pheoleuciet) (2). — e, cellen in het antheridium beginnen te veranderen in antherozoïden (n, nucleus; v, oculiforme punt) {2). — f, antheridia met moedercellen van antherozoïden(2). — g, antherozoïde begint zich te verspreiden (2). — h, zich verspreidende antherozoïde (n, nucleus;, oculiforme punt) (2). — i, door antheridia in het conceptakel uitgestoten antherozoïden of naar buiten door de opening naar buiten gaand; sommige antheridia zijn nog steeds gesloten; bij de open antheridia komen de antherozoïden tevoorschijn, die in het zeewater bewegen door de beweging van hun trilharen. — j, oöspore omgeven door antherozoïden; een groot aantal hiervan zit vast aan het oppervlak en zorgt ervoor dat de oöspore gaat draaien (3). — k, deel van een oöspore waarin een antherozoid (sp.) is doorgedrongen (4). |

## Voorkomen
De Fucus-soorten komen veel voor in de koele wateren van de Noord-Atlantische Oceaan en de Noordelijke Stille Oceaan. In de Noordzee en Oostzee komen ze vooral voor op steenachtige kusten. Ze koloniseren vaste ondergrond zoals havenmuren, rotswadplaten of mosselbanken van de bovenste naar de onderste getijdenzone. De individuele soort geeft de voorkeur aan verschillende hoogtezones: het spiraalwrak (kleine zee-eik) komt het hoogst voor, gevolgd door Fucus guiryi, blaaswier en zaagwier beneden.

## Gebruik
Fucus serratus L. en Fucus vesiculosus L. worden in Ierland en Frankrijk gebruikt om zeewierextract voor cosmetische producten te maken. De gedroogde algen worden ook gebruikt als zeewierbaden bij thalassotherapie.

## Soorten
- Fucus ceranoides L.: Het komt voor in het noordoostelijke deel van de Atlantische Oceaan van Spitsbergen tot Portugal en Spanje en komt ook voor in de Noordzee.
- Fucus cottonii M.J.Wynne & Magne: Het komt voor aan de kusten van Noorwegen, Groot-Brittannië, Ierland en Frankrijk.
- Fucus distichus Linnaeus: Het is wijdverspreid in de Noord-Atlantische Oceaan en de Noordelijke Stille Oceaan (Groenland, Japan, in Noord-Amerika van Californië tot Canada en Alaska, in Europa in Scandinavië, Groot-Brittannië en Ierland)
- Fucus evanescens C.Agardh: Het is wijdverspreid in de Noord-Atlantische Oceaan en de Noordelijke Stille Oceaan en wordt ook aangetroffen in de Oostzee.
- Fucus gardneri P.C.Silva: Het komt veel voor aan de kusten van Noord-Amerika en in de Beringzee.
- Fucus guiryi G.I.Zardi, K.R.Nicastro, E.S.Serrão & G.A.Pearson (Syn. Fucus spiralis var. platycarpus): Het komt voor in de noordoostelijke Atlantische Oceaan, van Groot-Brittannië en Ierland tot Marokko.
- Fucus lagasca Clemente: (Verspreiding in algaebase niet gespecificeerd)
- Fucus parksii Gardner: Endemisch in Californië.
- Fucus radicans L.Bergström & L.Kautsky: Endemisch in de Oostzee aan de kust van Zweden.
- Fucus serratus L. (gezaagde zee-eik), met een gezaagde thallusrand, zonder gezwollen recept: algemeen in de Noord-Atlantische Oceaan van Spitsbergen tot de Canarische Eilanden en in Noord-Amerika. Het wordt ook gevonden in de Noordzee en de Oostzee.
- Fucus setaceus Poiret: (Verspreiding niet gespecificeerd)
- Fucus spataeformis Esper: (Verspreiding niet gespecificeerd)
- Fucus spiralis L. (kleine zee-eik): Wijdverbreid in Europa van Scandinavië tot de Canarische Eilanden en Marokko, ook in de Noordzee en de Oostzee. In Noord-Amerika aan de kusten van de Atlantische Oceaan en de Stille Oceaan.
- Fucus vesiculosus L. (blaaswier), waarvan er ook een luchtbelvrije vorm is: wijdverspreid in de Noord-Atlantische Oceaan van Noord-Europa, de Noordzee en de Oostzee tot Marokko, in Amerika van Canada tot het Caribisch gebied en Brazilië.
- Fucus virsoides J.Agardh: endemisch in de Middellandse Zee (Adria)